# Glénouze
Glénouze ist eine französische Gemeinde mit 100 Einwohnern (Stand: 1. Januar 2022) im Département Vienne in der Region Nouvelle-Aquitaine (vor 2016 Poitou-Charentes); sie gehört zum Arrondissement Châtellerault und zum Kanton Loudun (bis 2015 Les Trois-Moutiers). Die Einwohner werden Glénouzéens genannt.

## Geographie
Glénouze liegt etwa 55 Kilometer nordnordwestlich von Poitiers. Nachbargemeinden von Glénouze sind Les Trois-Moutiers im Norden, Mouterre-Silly im Osten, Saint-Laon im Süden, Ranton im Westen und Südwesten sowie Curçay-sur-Dive im Westen und Nordwesten.

## Bevölkerungsentwicklung
| Jahr                      | 1962 | 1968 | 1975 | 1982 | 1990 | 1999 | 2006 | 2013 |
| Einwohner                 | 171  | 175  | 129  | 128  | 114  | 110  | 113  | 113  |
| Quelle: Cassini und INSEE |      |      |      |      |      |      |      |      |

## Sehenswürdigkeiten
- Kirche Saint-Léon (auch: Kirche Notre-Dame)
- Schloss Jalnay